# Sotiras (Thasos)
Das Dorf Sotiras (griechisch Σωτήρας (m. sg.)) bildet gemeinsam mit Skala Sotiros eine Ortsgemeinschaft mit 395 Einwohnern im Nordwesten der griechischen Insel Thasos. Davon leben 19 in Sotiras selbst und 376 in Skala Sotiros (2011). Sotiras soll von Einwohnern aus Kallirachi gegründet worden sein. Der Ortsname stammt von der dort errichteten Kirche Metamorfosis Sotiros (Verklärung des Erlösers). Beachtenswert sind die byzantinische Kapelle Analipsi, etwa 3 Straßenkilometer nach OSO, sowie das Frauenkloster Iera Moni Agiou Pandeleimonos, etwa 7 Straßenkilometer gebirgige Strecke, nach OSO.
Größere Bedeutung erreichte Sotiras, als 1905 der Blei-, Zink- und Silbererzbergbau durch die Minengesellschaft Fr. Speidel Thasos-Pforzheim auch auf die Galmei-Vorkommen von Sotiros ausgedehnt und bis 1914 betrieben wurde. Zahlreiche ausgeerzte Tagebaue, Tiefbaue, Stollen und Schächte, ein mehrstrossiger Erzklaubeplatz mit einem Kalzinierofen liegen etwa 1,5 Straßenkilometer NNW vom Ortskern entfernt. Ein zweigeschossiges Betriebs- und Verwaltungsgebäude im Dorf ist seit 1957 verfallen.
Die verheerenden Waldbrände im Westen der Insel im Sommer 1989 haben insbesondere Dorf und Einwohner von Sotiras in größte Gefahr gebracht. Die Brände rückten von Norden, Osten und Süden an das Dorf heran und ergriffen im oberen, östlichen Bereich mehrere Gebäude. Die Bevölkerung rettete sich mit ihren Tieren über die Straße nach Skala Sotiros (etwa 3,2 Straßenkilometer). Außer Kiefernwald verbrannten auch ausgedehnte Olivenbaumbestände.
In den letzten Jahrzehnten wurden verfallene und abgebrannte Häuser renoviert und wiederaufgebaut. Einige werden als Ferienunterkünfte angeboten.